# 영등포구청역
영등포구청역(永登浦區廳驛, Yeongdeungpo-gu Office station)은 서울특별시 영등포구 당산동3가에 있는 2호선과 5호선의 환승역이다. 
역명은 인근에 있는 영등포구청에서 유래되었다. 서울 지하철 2호선은 본 역부터 신도림역까지 지하 구간이다.

## 역사
- 1983년 6월 30일 : 영등포구청역으로 역명 결정[1]
- 1984년 5월 22일 : 서울 지하철 2호선 서울대입구 ~ 을지로입구 구간 개통과 함께 영업 개시
- 1996년 8월 12일 : 서울 지하철 5호선 까치산역~여의도역 구간 개통과 함께 환승역이 됨

## 역 구조
두 노선 모두 2면 2선의 상대식 승강장이며, 스크린도어가 설치되어 있다.

### 2호선 승강장
| 문래 ↑ |
| \| 외  |
| ↓ 당산 |

| 내선 순환 | ● 서울 지하철 2호선 | 당산 · 홍대입구 · 신촌 · 시청 방면 |
| 외선 순환 | ● 서울 지하철 2호선 | 신도림 · 신림 · 사당 · 교대 방면   |

### 5호선 승강장
| 양평 ↑       |
| \| 상        |
| ↓ 영등포시장 |

| 상행 | ● 수도권 전철 5호선 | 오목교 · 목동 · 까치산 · 화곡 · 김포공항 · 방화 방면   |
| 하행 | ● 수도권 전철 5호선 | 신길 · 여의도 · 공덕 · 충정로 · 하남검단산 · 마천 방면 |

### 환승
2호선 역사와 5호선 역사가 개찰 내 환승 통로로 이어진다. 이 환승 통로는 2호선 역과 5호선 역 각각의 승강장을 이으며, 2호선 내선순환 승강장은 대합실을 경유하여 간접적으로 연결되어 있다.
5호선 영등포시장역 방향 끝부분에 있는 오름 계단과 2호선 문래역 방향 끝부분에 있는 오름 계단(내선순환) 및 환승 통로(외선순환)를 통해서 환승할 수 있다.

## 역 주변
1번 출구 
- 한강시민공원

2번 출구 
- 영등포구청
- 영등포구보건소
- 당산시민공원

3번 출구 
- 국립농산물품질관리원 실험연구소

4번 출구 
- 서울영등포경찰서
- 영등포구민회관.구의회
- 하이서울유스호스텔
- 영등포아트홀

5번 출구 
- 당산동1가
- 당산1동주민센터
- 당산동진로아파트
- 서울남부교육지원청
- 양화중학교

6번 출구 
- 당산현대아파트
- 문래동3가
- 고용노동부 서울남부지청
- 서울남부고용안정센터

7번 출구 
- 영등포구청
- 영등포구보건소
- 영등포세무서
- 한강시민공원

## 사진

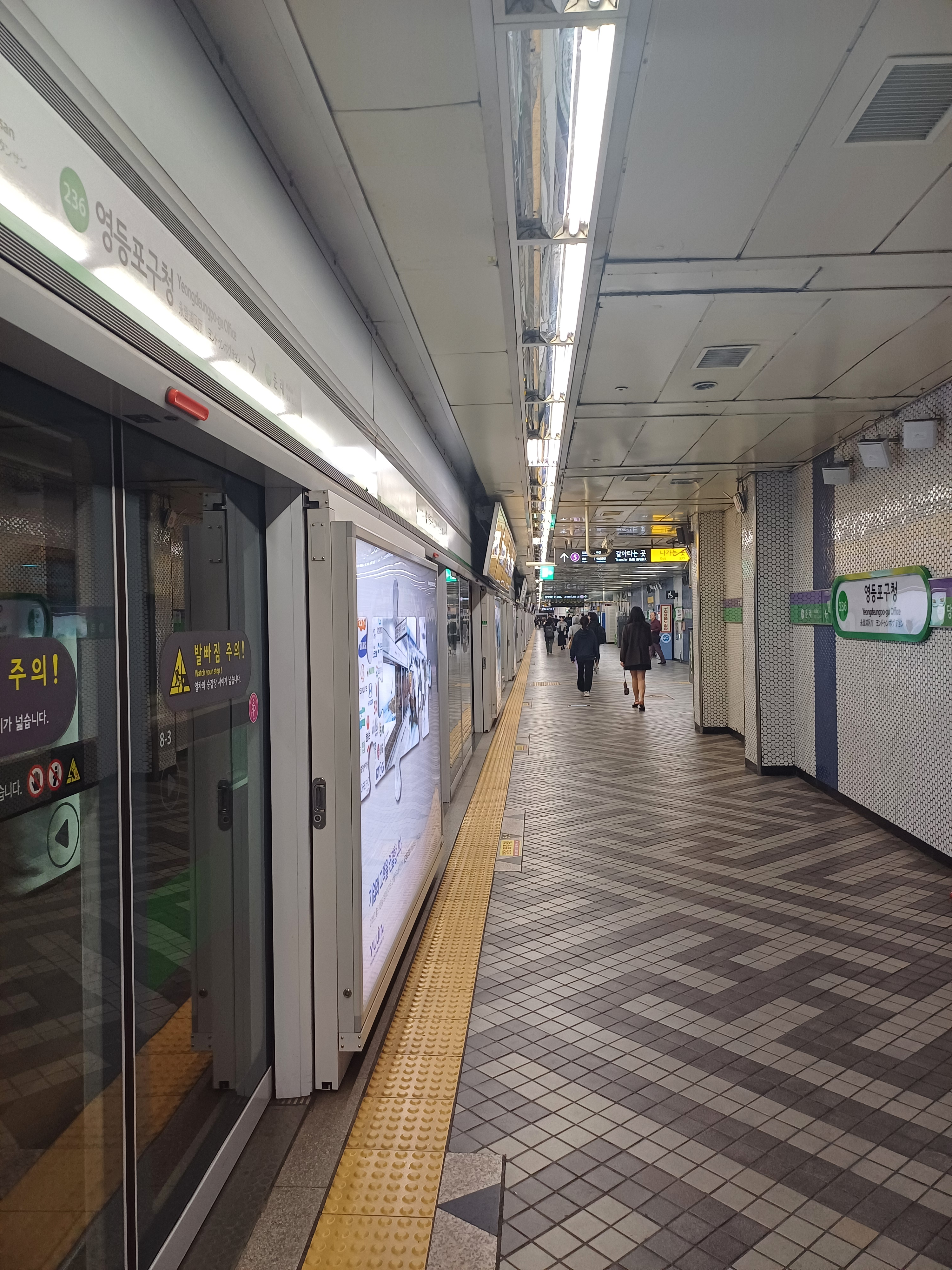
2호선 승강장
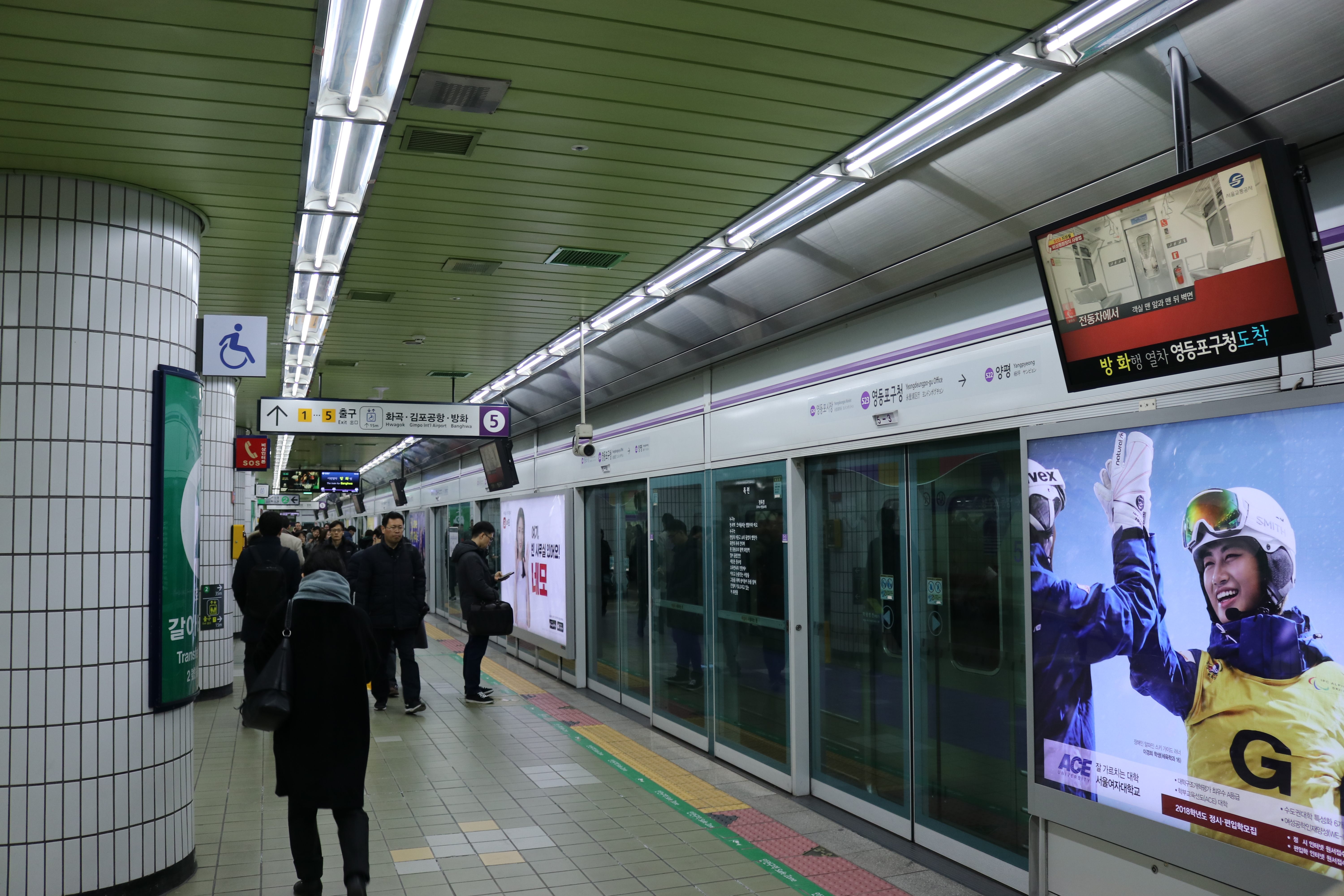
5호선 승강장
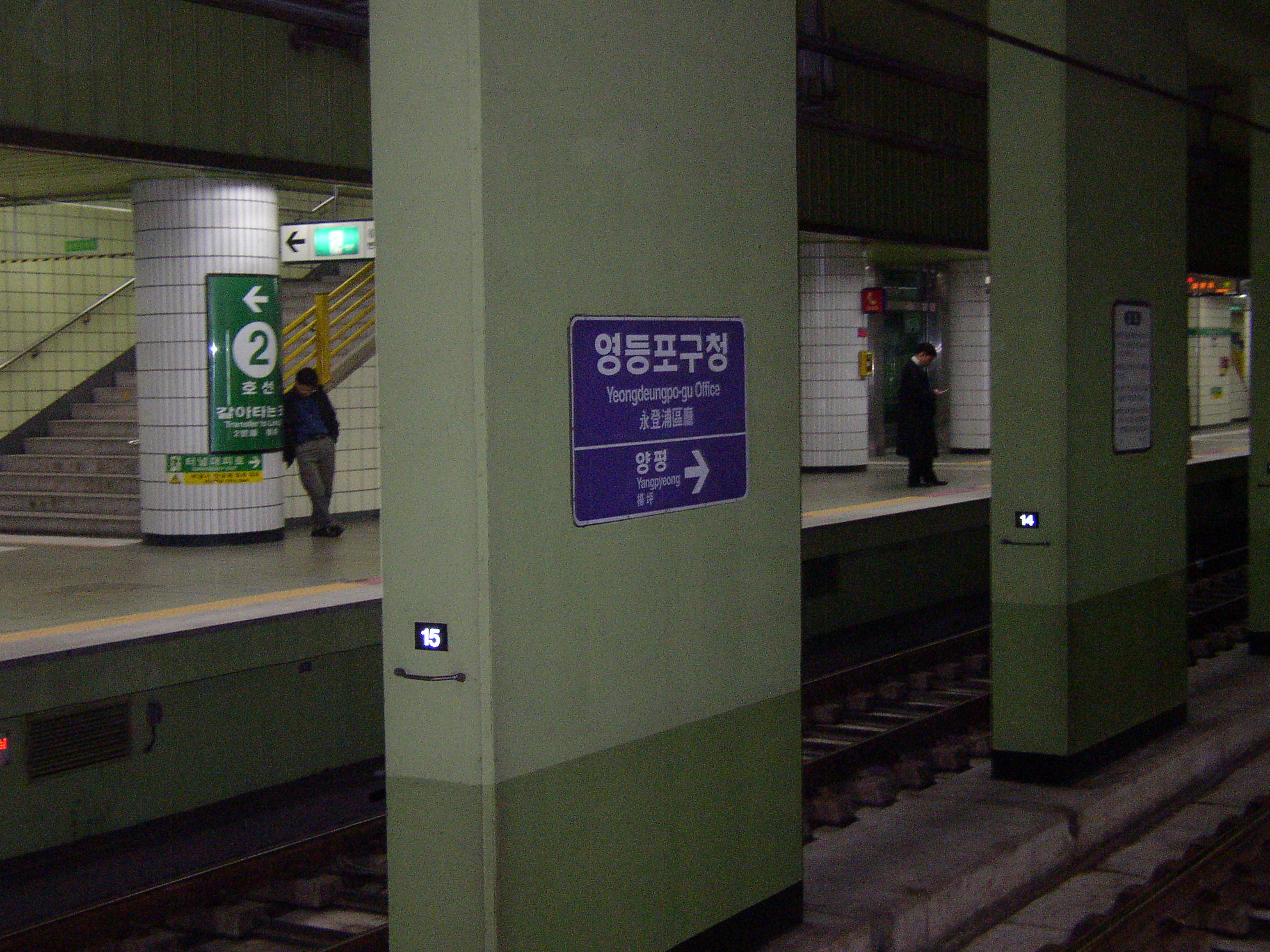
5호선 선로 (스크린도어 설치 전)
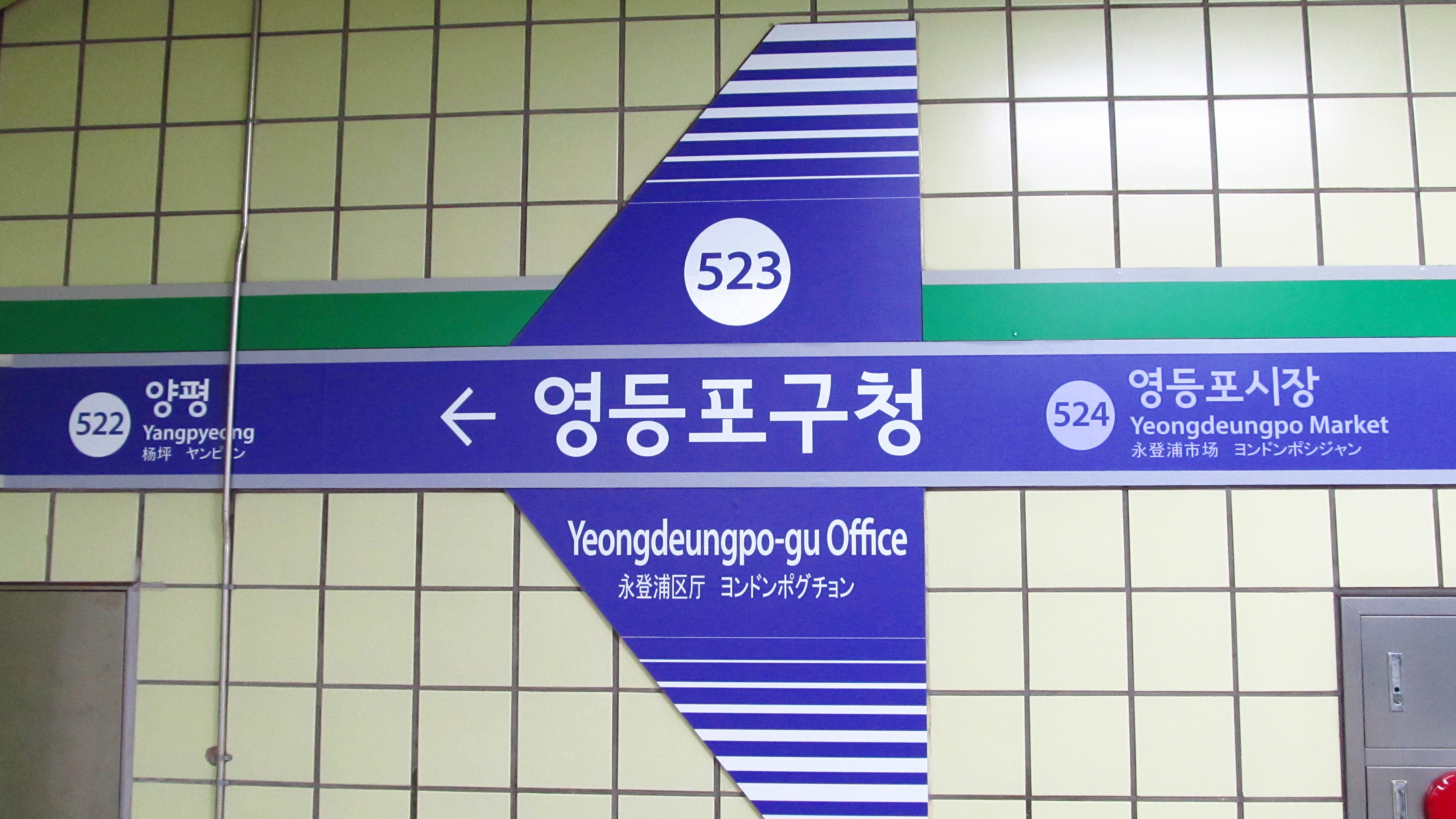
5호선 역명판(교체 전)

## 이용객 변동
| 노선  | 노선   | 일평균 인원수 (명/일) | 일평균 인원수 (명/일) | 일평균 인원수 (명/일) | 일평균 인원수 (명/일) | 일평균 인원수 (명/일) | 일평균 인원수 (명/일) | 일평균 인원수 (명/일) | 일평균 인원수 (명/일) | 일평균 인원수 (명/일) | 일평균 인원수 (명/일) | 각주  |
| 노선  | 노선   | 2000년                | 2001년                | 2002년                | 2003년                | 2004년                | 2005년                | 2006년                | 2007년                | 2008년                | 2009년                | 각주  |
| ----- | ------ | --------------------- | --------------------- | --------------------- | --------------------- | --------------------- | --------------------- | --------------------- | --------------------- | --------------------- | --------------------- | ----- |
| 2호선 | 승차   | 17,701                | 19,306                | 19,307                | 19,231                | 19,894                | 20,387                | 20,966                | 21,051                | 21,866                | 22,248                | [ 2 ] |
| 2호선 | 하차   | 17,818                | 19,092                | 19,201                | 18,851                | 19,954                | 20,509                | 20,971                | 20,992                | 22,016                | 22,154                | [ 2 ] |
| 2호선 | 승하차 | 35,519                | 38,398                | 38,508                | 38,082                | 39,848                | 40,896                | 41,937                | 42,043                | 43,883                | 44,402                | [ 2 ] |
| 5호선 | 승차   | 3,309                 | 3,020                 | 2,781                 | 3,275                 | 3,147                 | 3,106                 | 3,092                 | 2,972                 | 3,159                 | 3,235                 | [ 3 ] |
| 5호선 | 하차   | 3,167                 | 2,946                 | 2,773                 | 2,962                 | 2,867                 | 2,842                 | 2,857                 | 2,723                 | 2,881                 | 3,082                 | [ 3 ] |
| 5호선 | 승하차 | 6,476                 | 5,966                 | 5,554                 | 6,238                 | 6,014                 | 5,948                 | 5,948                 | 5,695                 | 6,040                 | 6,316                 | [ 3 ] |
| 노선  | 노선   | 2010년                | 2011년                | 2012년                | 2013년                | 2014년                | 2015년                | 2016년                | 2017년                | 2018년                |                       |       |
| 2호선 | 승차   | 21,123                | 21,700                | 21,904                | 21,764                | 21,935                | 21,804                | 21,522                | 21,552                | 21,487                |                       |       |
| 2호선 | 하차   | 20,903                | 21,415                | 21,692                | 21,701                | 21,895                | 21,847                | 21,697                | 21,819                | 21,806                |                       |       |
| 2호선 | 승하차 | 42,026                | 43,115                | 43,596                | 43,465                | 43,831                | 43,651                | 43,219                | 43,371                | 43,293                |                       |       |
| 5호선 | 승차   | 3,140                 | 3,305                 | 3,315                 | 3,310                 | 3,369                 | 3,405                 | 3,521                 | 3,667                 | 3,721                 |                       |       |
| 5호선 | 하차   | 3,225                 | 3,320                 | 3,347                 | 3,332                 | 3,413                 | 3,426                 | 3,545                 | 3,807                 | 3,831                 |                       |       |
| 5호선 | 승하차 | 6,364                 | 6,625                 | 6,662                 | 6,643                 | 6,782                 | 6,831                 | 7,066                 | 7,474                 | 7,552                 |                       |       |

## 인접한 역
| 서울 지하철 2호선 을지로순환선 | 서울 지하철 2호선 을지로순환선 | 서울 지하철 2호선 을지로순환선        |
| ------------------------------ | ------------------------------ | ------------------------------------- |
| 235 문래 외선 순환             | ● 서울 지하철 2호선            | 237 당산 내선 순환                    |
| 서울 지하철 5호선 본선         |                                |                                       |
| 522 양평 방화 방면             | ● 수도권 전철 5호선            | 524 영등포시장 하남검단산 · 마천 방면 |